# Paintball
Paintball er et spil, hvor det går ud på enten at eliminere modstanderen eller tage modstanderens flag i capture the flag. Man bruger særlige våben, som skyder med små kugler med maling indeni.
Man spiller ofte udendørs på marker med opsat hegn. Der findes to indendørs paintballbaner i Danmark, Paintball Arena i København og Eventhall i Århus. 
Paintballgeværer drives af en CO2-flaske og kan oftest indeholde op til 100 skud. Kuglerne flyver ca. 100 m/s. Hellfirepaintball med pistoler og Airowpaintball med Compoundbuer findes kun i Århus.
Det er ikke lovligt at spille uden en banegodkendelse, og til alle typer spil kræves som minimum en maske, der dækker hele ansigtet. Man kan også vælge at spille med en heldragt, der dækker kroppen, mest pga. malingen, og med handsker.

## Almindelige spiltyper
- Capture the flag
- Team deathmatch
- Speedball
- Last man standing